# شیر آتش‌نشانی

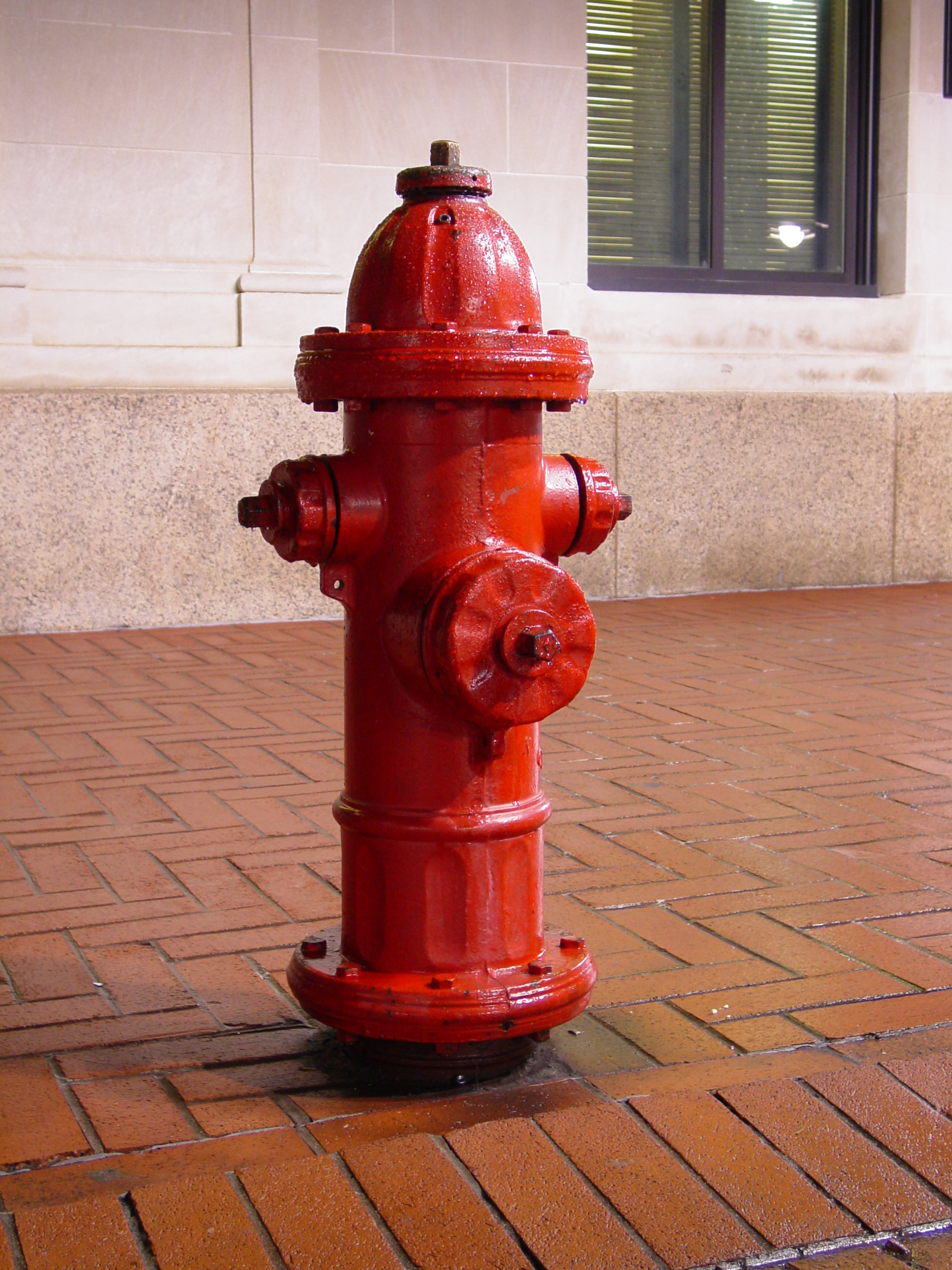
شیر آتش‌نشانی در شارلوتزویل، ویرجینیا، ایالات متحده

شیر آتش‌نشانی وسیله‌ای مورد استفاده برای مقابله با آتش است که در شهرها، روستاها و مناطق دیگر از طریق اتصال به سیستم لوله‌کشی آب منطقه، آب مورد نیاز آتش‌نشانان را برای اطفای حریق فراهم می‌کند.
اختراع شیر آتش‌نشانی به فریدریک گراف مهندس ارشد امور آب فیلادلفیا در حدود سال ۱۸۰۱ نسبت داده می‌شود.